# Forza esterna
In fisica per forze esterne si intende l'insieme delle forze che agiscono su un sistema che non hanno origine dal sistema stesso. Fra le forze esterne in un sistema fisico si può citare la forza di gravità che agisce come un fattore esterno su un sistema. 
Le forze esterne si distinguono dalle forze interne che invece è l'insieme di forze che si generano fra le varie parti del sistema e generalmente si annullano a coppie per il terzo principio della dinamica.
L'assenza di forze esterne in molti problemi nello studio della fisica permette la conservazione ad esempio del momento angolare o della quantità di moto.